# Soldatensender Calais (Film)
Soldatensender Calais ist ein im Zweiten Weltkrieg spielendes Filmdrama aus dem Jahre 1960 von Paul May. In den Hauptrollen spielen Helmut Schmid, Klausjürgen Wussow, Peter Carsten und Ingeborg Schöner.

## Handlung
Die Geschichte spielt im Frankreich zur Zeit der deutschen Besatzung im Frühjahr 1944. Die Lage in der Hauptstadt Paris ist angespannt, täglich erwartet man die Landung der Alliierten an der französischen Küste.
Im Handlungszentrum stehen mehrere Personen, die auf deutscher wie auf alliierter Seite ihren Dienst verrichten. Während in Paris der junge Kaleu Jochen Malden aufgrund seiner amourösen Beziehung mit der Französin Madeleine bereits unter Beobachtung durch die Gestapo steht, ist sein Bruder Werner jenseits des Ärmelkanals im Dienste der britischen Gegner tätig und spricht dort im Soldatensender Calais auf Deutsch Propagandatexte für die Wehrmachtsangehörigen in Frankreich. Nun vermutet man auf Seiten der Gestapo, dass auch „ihr“ Malden ein „unsicherer Kantonist“ ist und eventuell als feindlicher Agent die (britische) Gegenseite mit Informationen füttert. Seine Kontakte zu der Französin lassen ihn aber auch als idealen Kontakt zur Résistance erscheinen, und so versucht man, über ihn eine Widerstandsgruppe auszuheben.
Gestapo-Chef Albrecht will Jochen Malden mit Hilfe seiner Sekretärin Anne instrumentalisieren, da die beiden jungen Leute einst miteinander emotional verbunden waren. Nur widerwillig lässt sich Anne darauf ein, Jochen zu bespitzeln. Während Albrecht erhofft, den Kapitänleutnant als britischen Agenten und Verräter enttarnen zu können, versucht Anne, genau dieses zu verhindern. Doch Annes Bemühungen laufen ins Leere, und Jochen Malden soll schließlich auf Albrechts Befehl verhaftet und eingekerkert werden, nachdem eine Begegnung der beiden ungleichen Brüder von der Résistance eingefädelt worden war. Albrecht befiehlt, beide Maldens umzubringen, doch Anne gelingt es im letzten Moment, die Maldens zu warnen. Auch Anne ist dadurch in höchste Lebensgefahr geraten. Der Chef des Soldatensenders plant derweil mit Hilfe eines alten Jugendfreundes, des Jagdfliegers Rudi Castrop, seinen Rundfunksprecher und besten Mann in Frankreich „herauszuhauen“ und dem Gestapo-Zugriff zu entziehen.

## Produktionsnotizen
Die Dreharbeiten zu Soldatensender Calais begannen im April 1960 und endeten am 13. Juni desselben Jahres. Gedreht wurde in München, Freising und in den Bavaria-Studios in Geiselgasteig. Die Uraufführung fand am 30. August 1960 im Stuttgarter Universum-Kino statt.
Für den auf militärische Stoffe („08/15“-Filme) spezialisierten Ernst von Salomon war dies dessen letzte Arbeit an einem Kinofilm. Die Filmbauten entwarf Rolf Zehetbauer, die Malarbeiten stammen von Herbert Strabel. Die Kostüme entwarf Ilse Dubois.

## Kritiken
Paimann’s Filmlisten resümierte: „Eine themagemäß undurchsichtige Handlung, die ob Entschärfung von Situationen und Figuren nicht dokumentarisch, doch perfekt aufbereitet [ist].“

„Nach Illustriertenart gefilmte Zeitgeschichte: klischeehaft, unverbindlich, strotzend von verdrehten Pflicht- und Widerstandsbegriffen.“